# Fabián Alarcón
Fabián Alarcón Rivera (Quito, 14 aprile 1947) è un politico ecuadoriano.
È stato presidente dell'Ecuador ad interim dal 6 al 9 febbraio 1997 e dall'11 febbraio 1997 al 10 agosto 1998.
Continua a ricevere una pensione a vita dal governo ecuadoriano di 38800 $ all'anno.